# Simning vid världsmästerskapen i simsport 2024 – Herrarnas 800 meter frisim
Herrarnas 800 meter frisim vid världsmästerskapen i simsport 2024 avgjordes mellan den 13 och 14 februari 2024 i Aspire Dome i Doha i Qatar.
Irländske Daniel Wiffen tog guld efter ett lopp på 7 minuter och 40,94 sekunder. Silvret togs av australiske Elijah Winnington och bronset togs av italienske Gregorio Paltrinieri.

## Rekord
Inför tävlingens start fanns följande världs- och mästerskapsrekord:
|                   | Namn      | Nation | Tid     | Ort          | Datum        |
| ----------------- | --------- | ------ | ------- | ------------ | ------------ |
| Världsrekord      | Zhang Lin | Kina   | 7.32,12 | Rom, Italien | 26 juli 2009 |
| Mästerskapsrekord | Zhang Lin | Kina   | 7.32,12 | Rom, Italien | 26 juli 2009 |

## Resultat

### Försöksheat
Försöksheaten startade den 13 februari klockan 10:22.
| Placering | Heat | Bana | Namn                        | Nationalitet | Tid     | Noteringar |
| --------- | ---- | ---- | --------------------------- | ------------ | ------- | ---------- |
| 1         | 4    | 2    | Luca De Tullio              | Italien      | 7.46,52 | 0Q0        |
| 2         | 4    | 4    | Daniel Wiffen               | Irland       | 7.46,90 | 0Q0        |
| 3         | 5    | 5    | Sven Schwarz                | Tyskland     | 7.46,95 | 0Q0        |
| 4         | 4    | 9    | Victor Johansson            | Sverige      | 7.47,04 | 0Q0, 0NR0  |
| 5         | 5    | 1    | Kristóf Rasovszky           | Ungern       | 7.47,19 | 0Q0        |
| 6         | 5    | 3    | Mychajlo Romantjuk          | Ukraina      | 7.47,20 | 0Q0        |
| 7         | 4    | 3    | Gregorio Paltrinieri        | Italien      | 7.47,38 | 0Q0        |
| 8         | 5    | 6    | Elijah Winnington           | Australien   | 7.47,59 | 0Q0        |
| 9         | 5    | 7    | Dávid Betlehem              | Ungern       | 7.48,06 |            |
| 10        | 4    | 5    | Florian Wellbrock           | Tyskland     | 7.48,17 |            |
| 11        | 3    | 7    | David Johnston              | USA          | 7.48,20 |            |
| 12        | 5    | 8    | Kuzey Tunçelli              | Turkiet      | 7.48,53 | 0NR0       |
| 13        | 4    | 1    | Alfonso Mestre              | Venezuela    | 7.48,84 |            |
| 14        | 2    | 4    | Dimitrios Markos            | Grekland     | 7.49,97 | 0NR0       |
| 15        | 3    | 3    | Carlos Garach Benito        | Spanien      | 7.50,56 |            |
| 16        | 3    | 1    | Fei Liwei                   | Kina         | 7.51,18 |            |
| 17        | 5    | 0    | Henrik Christiansen         | Norge        | 7.51,21 |            |
| 18        | 5    | 4    | Ahmed Hafnaoui              | Tunisien     | 7.51,72 |            |
| 19        | 2    | 3    | Lucas Henveaux              | Belgien      | 7.52,10 | 0NR0       |
| 20        | 4    | 7    | Damien Joly                 | Frankrike    | 7.53,42 |            |
| 21        | 3    | 8    | Ilia Sibirtsev              | Uzbekistan   | 7.53,87 | 0NR0       |
| 22        | 3    | 5    | Charlie Clark               | USA          | 7.54,87 |            |
| 23        | 5    | 9    | Zhang Zhanshuo              | Kina         | 7.55,86 |            |
| 24        | 4    | 8    | Jon Jøntvedt                | Norge        | 7.56,28 |            |
| 25        | 3    | 9    | Shogo Takeda                | Japan        | 7.57,54 |            |
| 26        | 3    | 6    | Felix Auböck                | Österrike    | 7.57,63 |            |
| 27        | 4    | 6    | Guilherme Costa             | Brasilien    | 7.58,02 |            |
| 28        | 2    | 2    | Khiew Hoe Yean              | Malaysia     | 8.02,78 | 0NR0       |
| 29        | 3    | 2    | Nguyễn Huy Hoàng            | Vietnam      | 8.05,17 |            |
| 30        | 2    | 6    | Dylan Porges                | Mexiko       | 8.05,83 |            |
| 31        | 4    | 0    | Vlad Stancu                 | Rumänien     | 8.06,50 |            |
| 32        | 2    | 1    | Ratthawit Thammananthachote | Thailand     | 8.06,82 | 0NR0       |
| 33        | 3    | 4    | Marc-Antoine Olivier        | Frankrike    | 8.08,54 |            |
| 34        | 2    | 7    | Glen Lim Jun Wei            | Singapore    | 8.09,34 |            |
| 35        | 3    | 0    | Juan Morales                | Colombia     | 8.11,31 |            |
| 36        | 2    | 8    | Diego Dulieu                | Honduras     | 8.11,97 |            |
| 37        | 2    | 9    | Loris Bianchi               | San Marino   | 8.17,70 | 0NR0       |
| 38        | 1    | 4    | Ilias El Fallaki            | Marocko      | 8.27,22 |            |
| 39        | 1    | 5    | Alberto Vega                | Costa Rica   | 8.30,93 |            |
| 40        | 1    | 3    | Liggjas Joensen             | Färöarna     | 8.32,54 |            |
| 41        | 1    | 6    | Mal Gashi                   | Kosovo       | 8.35,97 |            |
| 42        | 2    | 0    | Rodolfo Falcón Jr.          | Kuba         | 8.38,90 |            |
| 43        | 1    | 2    | Mohammed Al-Zaki            | Saudiarabien | 9.06,29 |            |
| –         | 2    | 5    | Antonio Djakovic            | Schweiz      | 0DNS0   | 0DNS0      |
| –         | 5    | 2    | Kim Woo-min                 | Sydkorea     | 0DNS0   | 0DNS0      |

### Final
Finalen startade den 14 februari klockan 19:02.
| Placering | Bana | Namn                 | Nationalitet | Tid     | Noteringar |
| --------- | ---- | -------------------- | ------------ | ------- | ---------- |
| 1         | 5    | Daniel Wiffen        | Irland       | 7.40,94 |            |
| 2         | 8    | Elijah Winnington    | Australien   | 7.42,95 |            |
| 3         | 1    | Gregorio Paltrinieri | Italien      | 7.42,98 |            |
| 4         | 3    | Sven Schwarz         | Tyskland     | 7.44,29 |            |
| 5         | 2    | Kristóf Rasovszky    | Ungern       | 7.44,42 |            |
| 6         | 6    | Victor Johansson     | Sverige      | 7.47,08 |            |
| 7         | 4    | Luca De Tullio       | Italien      | 7.49,79 |            |
| 8         | 7    | Mychajlo Romantjuk   | Ukraina      | 7.54,51 |            |